# Hamza Rahmani
Hamza Rahmani (arab. حمزة رحماني ;ur. 30 listopada 2001) – tunezyjski zapaśnik walczący w stylu wolnym. Brązowy medalista igrzysk panarabskich w 2023. Wicemistrz Afryki w 2023 i trzeci w 2022. Drugi i trzeci na mistrzostwach arabskich w 2023. Trzeci na mistrzostwach Afryki juniorów w 2019 roku.